# St. Barbara (Heckhalenfeld)

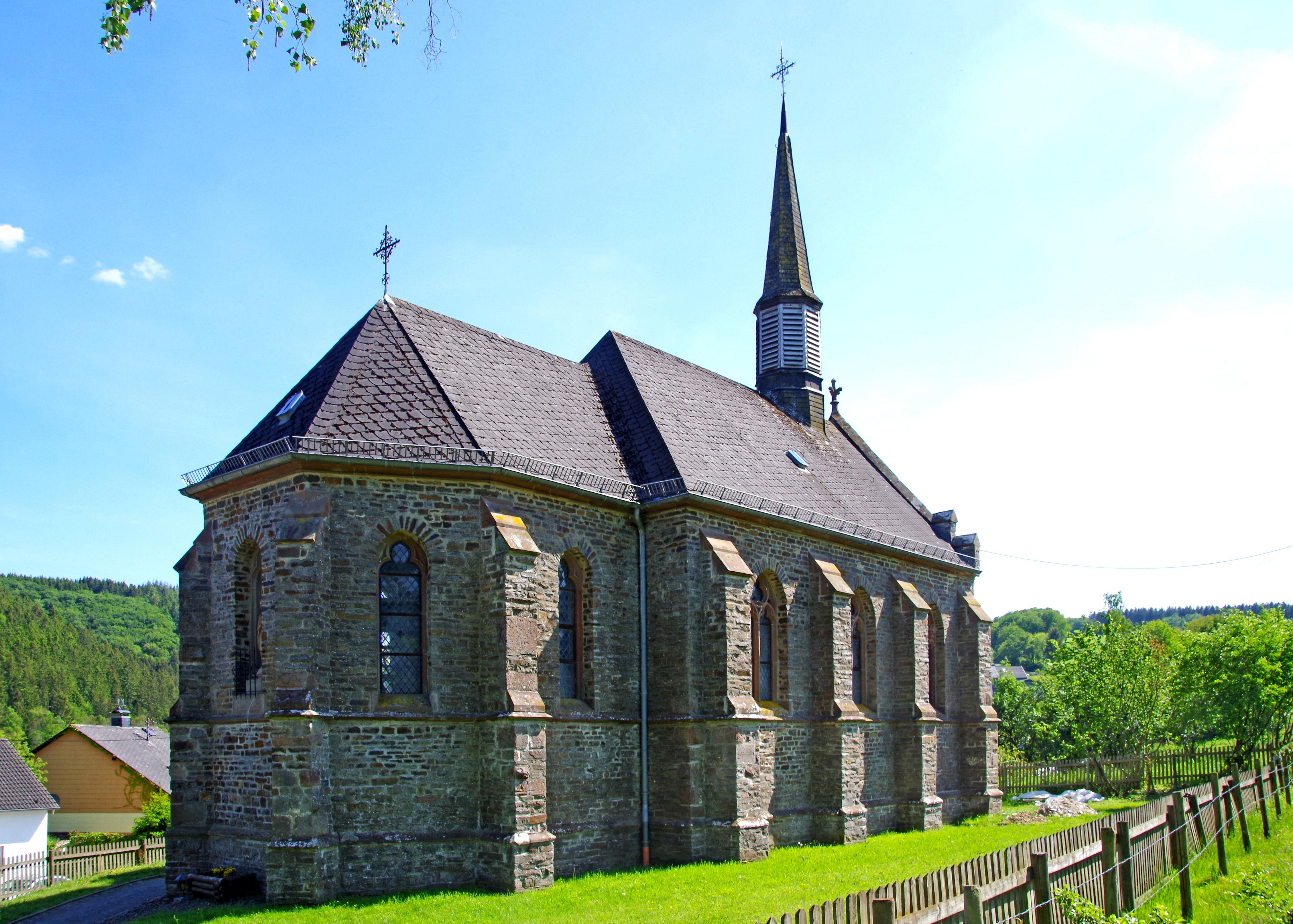
St. Barbara (Heckhalenfeld)

Die Kirche St. Barbara ist die römisch-katholische Filialkirche in Heckhalenfeld, Ortsteil von Winterspelt, im Eifelkreis Bitburg-Prüm in Rheinland-Pfalz. Die Kirche gehört zur Pfarrei Winterspelt in der Pfarreiengemeinschaft Bleialf im Dekanat St. Willibrord Westeifel im Bistum Trier.

## Geschichte
Seit dem 15. Jahrhundert gab es in Heckhalenfeld eine Kirche. Die heutige neugotische Kapelle (mit Dachreiter) wurde 1887 nach Plänen des Architekten Reinhold Wirtz gebaut und 1893 zu Ehren der heiligen Barbara von Nikomedien geweiht.

## Ausstattung
Die Kapelle ist seit 1894 mit einer Empore ausgestattet, seit 1904 mit einem Harmonium. Seit 1956 ist an der hinteren Chorwand eine handgeschnitzte Kreuzigungsgruppe angebracht. Mehr als ein halbes Dutzend Figuren beleben das Innere der Kapelle, darunter die Namenspatronin.